# Шептуховка (Курская область)
Шептуховка — село в Кореневском районе Курской области. Административный центр Шептуховского сельсовета.

## География
Село находится на берегу реки Крепна (приток Сейма), в 23 км от российско-украинской границы, на расстоянии 20 км к северо-востоку от посёлка городского типа Коренево, административного центра района, и 78 км к юго-западу от города Курск, административного центра района и области.

### Климат
Село Шептуховка, как и весь Кореневский район, расположена в поясе умеренно континентального климата с тёплым летом и относительно тёплой зимой (Dfb в классификации Кёппена).
| Показатель                                                                   | Янв. | Фев. | Март | Апр. | Май  | Июнь | Июль | Авг. | Сен. | Окт. | Нояб. | Дек. | Год  |
| ---------------------------------------------------------------------------- | ---- | ---- | ---- | ---- | ---- | ---- | ---- | ---- | ---- | ---- | ----- | ---- | ---- |
| Средний суточный максимум, °C                                                | −3,7 | −2,6 | 3,4  | 13,3 | 19,5 | 22,8 | 25,2 | 24,6 | 18,3 | 10,8 | 3,8   | −0,8 | 11,2 |
| Средняя температура, °C                                                      | −5,7 | −5,2 | −0,3 | 8,4  | 14,8 | 18,4 | 20,9 | 20   | 14,1 | 7,4  | 1,5   | −2,8 | 7,6  |
| Средний суточный минимум, °C                                                 | −8,2 | −8,4 | −4,5 | 2,9  | 9,2  | 13,1 | 15,8 | 14,9 | 9,8  | 4,1  | −0,8  | −5   | 3,6  |
| Норма осадков, мм                                                            | 51   | 44   | 48   | 50   | 63   | 71   | 76   | 53   | 57   | 57   | 47    | 49   | 666  |
| Источник: Погода по месяцам c ru.climate-data.org(дата обращения: Июль 2021) |      |      |      |      |      |      |      |      |      |      |       |      |      |

### Часовой пояс
Село Шептуховка, как и вся Курская область, находится в часовой зоне МСК (московское время). Смещение применяемого времени относительно UTC составляет +3:00.

## Население
| 2002 | 2010 |
| ---- | ---- |
| 840  | ↘657 |

## Улицы
| - ул. Загребелье, - ул. Зелёная, - ул. Комсомольская, - ул. Молодёжная, | - ул. Озёрная, - ул. Паханова, - ул. Садовая, - ул. Слободка, | - ул. Советская, - ул. Тургеневка, - ул. Чубаровка. |

## Известные уроженцы
- Паханов, Николай Павлович (1908—1943) — советский военнослужащий, старшина, Герой Советского Союза.

## Инфраструктура
Личное подсобное хозяйство. В селе 349 домов. Функционируют школа и дом культуры.

## Транспорт
Село находится в 13 км от автодороги регионального значения 38К-030 (Рыльск — Коренево — Суджа), в 8 км от автодороги 38К-024 (Льгов — Суджа), в 5,5 км от автодороги межмуниципального значения 38Н-563 (38К-030 — Журавли подъездом к с. Ольговка) на автодорогах 38Н-564 (38К-030 — Каучук — 38К-024) и 38Н-727 (Шептуховка — Сафоновка — Общий Колодезь с подъездом к с. Скрылевка), в 9 км от ближайшего ж/д остановочного пункта 374 км (линия 322 км — Льгов I). Остановка общественного транспорта.
В 134 км от аэропорта имени В. Г. Шухова (недалеко от Белгорода).